# Julien Blanc-Gras
Pour les articles homonymes, voir Blanc (homonymie), Gras et Julien Blanc (homonymie).
Julien Blanc-Gras est un écrivain français et journaliste-reporter né le 11 août 1976 à Gap. Plusieurs de ses ouvrages traitent, avec humour, des voyages ou du tourisme, deux autres de la paternité.

## Biographie

### Ses débuts
Julien Blanc-Gras est né le 11 août 1976 à Gap de parents coiffeurs, qui exerçaient leur métier dans un salon pour femmes,. Il a fait des études de journalisme à Grenoble, où il obtient un Deug d'histoire et une maîtrise en journalisme. Profitant du programme Erasmus, il part étudier à Hull, sur la côte au nord-est de l'Angleterre, où il travaille parallèlement en intérim dans une usine de poissons. Il écrit ses premières piges pour Le Petit Bulletin, un hebdomadaire culturel gratuit grenoblois, et pour Le Dauphiné Libéré à Gap, qu'il quitte pour entamer un voyage sans but précis. En 2001, il part pendant un an dans les continents nord et sud-américains, notamment au Mexique, au Guatemala, à Cuba, au Belize et aux États-Unis, ce qui lui donne matière à écrire son premier roman paru en 2005, Gringoland . Cette période correspond pour lui à « la découverte du vrai voyage en solitaire en toute liberté ». Gringoland est récompensé en 2006 par le Prix du Premier Roman de Chambéry. En 2012, il reçoit le prix littéraire Jackie-Bouquin pour Touriste, qui deviendra six ans plus tard la meilleure vente (40.000 exemplaires) parmi ses huit romans. Pour Julien Blanc-Gras, Touriste constitue « une compilation des différents voyages [qu'il avait faits] au fil des années. Il y avait des voyages qui étaient à but professionnel, d’autres à but personnel ». Il reconnaît avoir pris des libertés avec certains personnages ou avec la chronologie pour écrire ce récit. Ce roman sera adapté en 2015 en bande dessinée par l'illustratrice et blogueuse Mademoiselle Caroline, aux éditions Delcourt. L'accueil de cet ouvrage est plutôt mitigé sur Actua BD et BoDoï.

### L'appel du voyage
Son quatrième livre sort en 2013 : il s'agit de Paradis (avant liquidation). Cet ouvrage a été écrit après un séjour de six semaines dans les Kiribati, un chapelet de trois îles perdues dans l'océan Pacifique et menacées par la montée des eaux liée au réchauffement climatique. C'est en lisant une dépêche de l'Associated Press datant du 9 mars 2012, qu'il décide de s'y rendre. Le titre de cette dépêche ? « Island nation Kiribati considers moving populace » (« La république des Kiribati envisage de déplacer sa population »). Aussi, l'écrivain séjourne dans ce pays en septembre et octobre 2012 afin d'y décrire  «la face humaine du changement climatique».
En 2016, Julien Blanc-Gras est invité par les éditions Paulsen à participer à une résidence artistique à bord d'un voilier, l'Atka, qu'il décrit comme « un petit bijou des océans dont la vue illumine l’œil des bourlingueurs ». En compagnie de deux marins et d'un peintre, Gildas Flahaut, l'écrivain séjourne ainsi quelques semaines au Groenland le temps d'alimenter son prochain livre Briser la glace. Dans ce dernier livre, il confie que son père aimait pratiquer la chasse dans les Alpes. En 2017, il publie Dans le désert, sur les monarchies du Golfe Persique, « petits pays bizarres (...) qui bousculent notre point de vue d'Occidentaux », selon Julien Blanc-Gras, qui avait assisté à l'inauguration du Ferrari World, à Abou Dabi en 2010. La même année, il participe à l'ouvrage collectif Merci Paris!, en décrivant le quartier parisien où il habite, le XIXe arrondissement, un « texte drôlissime », selon Gérard Mordillat, qui a dirigé le livre.
« J'ai organisé ma vie autour d'une ambition saugrenue, la quadrillage méthodique de la planète », explique l'écrivain dans son livre Paradis (avant liquidation), précisant ailleurs que Sur la route de Jack Kerouac et Voyage au bout de la nuit de Céline ont probablement déclenché ses envies de voyage. En 2018, il disait admirer l'écrivain voyageur français Sylvain Tesson. Dans un de ses livres précédents, Touriste, Julien Blanc-Gras racontait qu'enfant il s'endormait avec « en guise de doudou (....) un ballon gonflable et translucide sur lequel était imprimée une carte du monde » et que le premier livre qu'il a ouvert était un atlas. Il préfère voyager seul de manière à faciliter les rencontres. Il raconte préférer écrire assis, sur son ordinateur chez lui et sur un calepin quand il voyage, éventuellement avec de la musique sans paroles. Parallèlement à son activité d'écrivain, il mène une carrière de journaliste avec des reportages pour L'Express, Canal+, le magazine de voyages A/R, la revue Long Cours...

### La question de la paternité
En 2015, il délaisse les thèmes du voyage et du tourisme pour écrire la chronique des neuf mois de grossesse de sa compagne, native de la Corée et adoptée en France. Il s'agit du livre In Utero. « Du test à l'accouchement, c'est le récit d'une aventure à la fois intime et universelle, avec ses joies et ses angoisses. Une aventure (très) rarement racontée du point de vue masculin », pointe Brigitte Lahaie sur RMC. Julien Blanc-Gras met néanmoins en perspective sa propre expérience de la paternité, au regard de celle vécue dans d'autres pays du monde ou à d'autres époques, après s'être documenté. Pour lui, il a traité de sa vie intime comme de ses voyages, « avec le même ton, la même distance et le même humour ». Après la naissance de son fils, le journaliste se voit attribuer une chronique, un « billet » dans le magazine français Parents.
En 2019, après In Utero et la naissance de son fils, Julien Blanc-Gras poursuit dans son roman Comme à la guerre (Stock) sa réflexion sur la paternité et la parentalité dans le contexte des attentats en France en janvier et novembre 2015. Une paternité qu'il confronte également à l'histoire de ses deux grands-pères, qui ont combattu durant la Seconde Guerre mondiale et ont consigné leurs souvenirs dans des carnets,.

## Réception critique
Son troisième roman Touriste est chroniqué dans l'émission radio Le Masque et la Plume le 14 août 2011, où il reçoit un accueil favorable des quatre critiques présents ce jour-là. De son côté, Le Nouvel Observateur est également enthousiaste : « La grande réussite du livre tient évidemment à sa drôlerie. Elle est constante, servie par une plume acérée, un art irrésistible de la formule, un talent du comique de situation. Cela va avec un certain désenchantement. » Mais ce roman ne trouve pas grâce auprès du magazine culturel Gonzaï qui écrit : « Les anecdotes de voyage se succèdent mais, jamais véritablement développées, elles laissent un goût d’inachevé. » Paru en 2016, Briser la glace se voit « une lecture chaudement recommandée » par Paris Match, tandis que Le Bien Public le considère comme « un récit de marin d’eau douce, court, cocasse, instructif, émouvant ».
France Inter qualifie Julien Blanc-Gras d'« écrivain voyageur », dont les « romans de voyage se caractérisent par leur côté surprenant ». De son côté, Le Bien Public juge ses récits de voyage de « très remarqués pour leur humour décapant ». Pour Elle, « il porte un regard à la fois désopilant et plein de perspicacité sur le monde ». La Bulac le situe dans la lignée des écrivains voyageurs comme le Suisse Nicolas Bouvier et le Polonais Ryszard Kapuściński, deux auteurs que Julien Blanc-Gras apprécie beaucoup, tandis que La Croix le désigne comme un « Lévi-Strauss goguenard ». En 2018, Le Nouvel Observateur voit en lui et Cédric Gras « les deux meilleurs écrivains-voyageurs français de leur génération ».
Son roman Comme à la guerre, sorti en 2019, est considéré par Le Monde comme « une première réponse à la question de la transmission, sensible et enthousiaste ». Julien Blanc-Gras a « trouvé un nouveau continent à visiter : la paternité », estime l'écrivain Frédéric Beigbeder dans Le Figaro. Pour La Croix, l'écrivain a conservé dans ce livre son « ton narquois et [il] truffe son récit de saynètes désopilantes, sa marque de fabrique ».

## Œuvres
- Gringoland, Vauvert, Au diable vauvert, 2005, 246 p. (ISBN 2-84626-091-5, présentation en ligne), Prix du Premier Roman de Chambéry 2006
- Comment devenir un dieu vivant, Vauvert, Au diable vauvert, 2008, 274 p. (ISBN 978-2-84626-153-1, présentation en ligne)
- Touriste, Vauvert, Au diable vauvert, 2011, 259 p. (ISBN 978-2-84626-295-8, présentation en ligne), Prix littéraire Jackie-Bouquin 2012[10]et avec Mademoiselle Caroline, Touriste, Paris, éditions Delcourt, 2015, 188 p. (ISBN 978-2-7560-6032-3)
- L'Almanach des voyageurs, Paris, Magellan & Cie, 2012, 192 p. (ISBN 978-2-35074-241-0)
- Paradis (avant liquidation), Vauvert, Au diable vauvert, 2013, 264 p. (ISBN 978-2-84626-500-3, présentation en ligne)
- avec Vincent Brocvielle, Géorama. Le tour du monde en 80 questions, Paris, Éditions Robert Laffont, 2014, 185 p. (ISBN 978-2-221-14002-4, présentation en ligne)
- In utero, Vauvert, Au diable vauvert, 3 septembre 2015, 192 p. (ISBN 978-2-84626-997-1, présentation en ligne)
- Briser la glace, éditions Paulsen, 2016, 192 p. (ISBN 978-2-37502-006-7, présentation en ligne)
- Dans le désert, Vauvert, Au diable vauvert, 2017, 192 p. (ISBN 979-10-307-0033-6, présentation en ligne)
- Comme à la guerre, Paris, Stock, 2019, 288 p. (ISBN 978-2-234-08440-7, présentation en ligne)
- Ouvrage collectif : Gérard Mordillat (dir.) (préf. Douglas Kennedy), Merci Paris ! : 20 écrivains amoureux de leur quartier, Paris, Tallandier, 2017, 336 p. (ISBN 979-10-210-2747-3)
- Envoyé un peu spécial, Paris, Stock, 2021, 250 p. (ISBN 978-22-340-8940-2)[45]
- Julien Blanc-Gras, Bungalow, éditions Stock, coll. « La bleue », 2024, 198 p. (ISBN 978-2-234-09287-7)